# 1991 (numero)
Millenovecentonovantuno (1991) è il numero naturale dopo il 1990 e prima del 1992.

## Proprietà matematiche
- È un numero dispari.
- È un numero composto da 4 divisori: 1, 11, 181, 1991. Poiché la somma dei suoi divisori (escluso il numero stesso) è 193 < 1991, è un numero difettivo.
- È un numero semiprimo.
- È un numero palindromo nel sistema numerico decimale e nel sistema numerico esadecimale.
- È un numero ondulante nel sistema esadecimale.
- È un numero nontotiente in quanto dispari e diverso da 1.
- È un numero congruente.
- È un numero intero privo di quadrati.
- È un numero malvagio.
- È parte delle terne pitagoriche (209, 1980, 1991), (1991, 10860, 11041), (1991, 16320, 16441), (1991, 180180, 180191), (1991, 1982040, 1982041).

## Astronomia
- 1991 Darwin è un asteroide della fascia principale del sistema solare.

## Astronautica
- Cosmos 1991 è un satellite artificiale russo.

## Musica
- 1991 (Azealia Banks) è un EP della rapper statunitense Azealia Banks.